# Philippe Marlière (biologiste)
Pour l’article homonyme, voir Philippe Marlière.
Philippe Marlière, né le 9 septembre 1955 à Abbeville (France), est un scientifique et un inventeur français. Pionnier de la xénobiologie, il a fondé plusieurs entreprises de biotechnologie, et de biologie industrielle.

## Xénobiologie
La modification des micro-organismes dans leur constitution chimique est le guide des travaux menés par Philippe Marlière, d'abord à l'institut Pasteur, puis à partir de 1999 en collaboration avec le centre de séquençage français, Genoscope, avec Genopole, et au sein des entreprises qu'il fonde par la suite. Il est directeur de recherche de l'institut de biologie systémique et synthétique (iSSB) de Genopole depuis 2009. 
Dans un manifeste de la xénobiologie publié en 2009, il promeut l'artificialité des formes synthétiques de vie comme le moyen de comprendre les écosystèmes naturels et de les préserver.

### Acides xénonucléiques
Conjointement avec les groupes de Phil Holliger (Medical Research Council, Cambridge), Vitor Pinheiro (University College London) et Piet Herdewijn (Université Catholique de Louvain), il développe les acides xénonucléiques avec l'objectif de les déployer in vivo sous la forme de plasmides artificiels, dont l'hybridation avec le support naturel de l'hérédité, l'ADN, est chimiquement exclue. La prolifération de l'information portée par ces molécules serait ainsi contrôlée quantitativement par l'apport de précurseurs synthétiques des acides xénonucléiques.
Philippe Marlière a également conçu la première lignée de la bactérie Escherichia coli dotée d'un chromosome dont la composition chimique diffère de celle de tous les êtres vivants, la thymine y étant remplacée par un analogue, le chlorouracil.

### Les conférences XBn
À l'initiative de Philippe Marlière, un cycle de conférence bisannuel consacré à la xénobiologie a débuté en mai 2014 avec la conférence XB1, qui s'est tenue à Gênes. La conférence XB2 a eu lieu à Berlin en mai 2016 dans le cadre de l'année Leibniz 2016.